# Punta Nimún
Punta Nimún en el litoral poniente de la península de Yucatán, México, en el Golfo de México, dentro del estado de Campeche, es una prominencia de tierra que marca el extremo sur de la lengua que encierra al estero de Celestún.

## Localización
Punta Nimún se encuentra ubicada a 20° 45' 18" de latitud norte y a los 90° 26' 20" de longitud oeste.

## Puntas
En la Península de Yucatán el término Punta se utiliza para designar las formaciones relacionadas con la configuración de la costa. Por su morfología es posible distinguir dos tipos de Puntas: los extremos del cordón litoral que señalan las entradas de mar hacia los esteros y, por otro lado, las salientes de tierra hacia el mar, sean arenosas o pétreas, y que marcan un cambio de dirección en el trazo de la línea del litoral.

## Referencia histórica
Fue Punta Nimún, al igual que otras puntas de la región, una referencia marítima y cartográfica para los primeros exploradores de la Península de Yucatán en el siglo XVI.

## Lugar de pesca
En la actualidad es un lugar no habitado al que acuden numerosos pescadores de la región, particularmente del puerto de Celestún a realizar sus actividades, por las ventajas que les ofrece el mar en ese punto de la costa de Yucatán para la captura de las especies que buscan.